# Forêt de haute valeur pour la conservation
Pour les articles homonymes, voir HVC.
Dans le cadre de la certification FSC (Forest Stewardship Council) et plus exactement de son « principe 9 », une zone forestière est dite à haute valeur de conservation (HVC) si elle répond à l'une ou plusieurs des valeurs retenues par le FSC dans la déclinaison nationale du label. Ce concept a été introduit par le FSC dans son processus de certification en 2007.
Une Zone à haute valeur de conservation (ZHVC) peut être protégée au sens juridique du terme (dans ce cas en conformité avec la législation nationale (ex ; Règlement de 1996pour le Québec), mais ne l'est pas nécessairement. Par contre, dans tous les cas, le gestionnaire et le propriétaire s'engagent à améliorer s'ils le peuvent l'Etat de cette zone, et sont expressément invités à mettre en œuvre le « principe de précaution » en cas de menace pour les espèces ou habitats ou processus écopaysagers de cette zone ; selon le niveau de risques pour les valeurs de la forêt dans cette zone, ces acteurs pourront engager une « protection officielle d’une FHVC, dans d’autres, il s’agira de différer l’exploitation et dans d’autres encore, d’appliquer des méthodes d’exploitation durable. [...] », ainsi, au Canada le parc national du Mont-Tremblant est il classé en aire naturelle protégée et toute exploitation forestière y est proscrite (FHVC de catégorie 1) alors qu'une partie du parc régional de la forêt Ouareau est "FHVC de catégorie 5" ouverte à l'aménagement forestier, à condition d'appliquer le principe de précaution de manière que les usages sylvicoles ne s'opposent pas aux HVC. Dans ce contexte, le principe de précaution signifie que « du point de vue de l’aménagement, s’il y a la moindre possibilité qu’une valeur soit présente,
il faut présumer qu’elle est réellement présente et que si une activité risque de porter préjudice à une valeur, il faut présumer
qu’elle est préjudiciable ».

## Enjeux

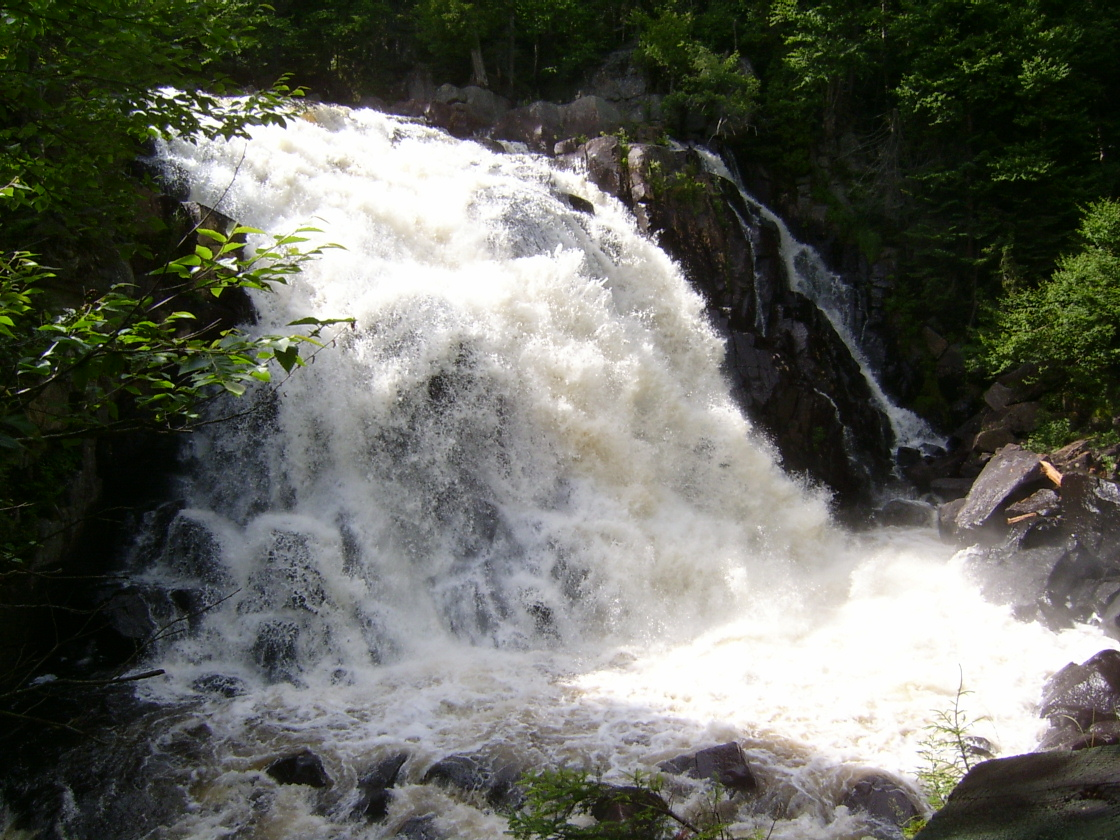
la présence de chutes d'eau, ici la « Chute du Diable » est l'un des éléments à prendre en compte parmi les critères de haute valeur pour la conservation (HVC), ici dans le Parc national du Mont-Tremblant par ailleurs classé en Aire protégée

Le premier enjeu, général est un enjeu de conservation de la nature et de la biodiversité. un second enjeu est socioculturel et prend en compte les droits des populations autochtones s'il en existe. Un dernier enjeu est de pouvoir obtenir et conserver la certification FSC, car en vertu du principe 9 du FSC (« PRINCIPE 9 : Conservation des forêts avec une haute valeur de conservation. Les activités de gestion des forêts avec une haute valeur de conservation devront conserver ou augmenter les attributs qui les caractérisent. Les décisions sur les forêts avec une haute valeur de conservation seront toujours considérées suivant le principe de précaution »), une gestion appropriées et attentive de ces zones zones forestières est jugée nécessaire par le processus d'écocertification volontaire. Ceci demande des inventaires naturaliste de qualité et des indicateurs pertinents de suivis.

## Principes, critères et processus de désignation
Ils sont mis en œuvre collectivement, sous la responsabilité et à l'initiative de « la(es) personne(s) chargée(s) de la gestion de la forêt, appelé(s) le(s) bénéficiaire(s) d’un contrat d’approvisionnement et d’aménagement forestier et détenteur(s) d’une certification forestière ». Dans ce processus, la consultation d'autres personnes que les bénéficiaires est cruciale; « La consultation doit inclure tous les autres utilisateurs de la forêt et des experts ayant des connaissances approfondies sur la biodiversité, la faune, la flore, etc. », confrontant l'expertise scientifique et technique, et l'expertise profane et les avis de toutes les parties prenantes souhaitant s'exprimer.
Plusieurs critères président à la définition locale du périmètre de forêts à hautes valeurs de conservation ?
- la nature scientifique du processus de choix, avec un « cadre systématique pour identifier les valeurs élevées pour la conservation, d’après les meilleures informations écologiques et sociales disponibles » ;
- une certaine souplesse ; il n'y a pas de règles préétablies pour la gestion des FHVC, déterminé par les intervenants du territoire, la décision finale demeure subjective;
- le caractère participatif du processus ; qui doit être transparent et ouvert par le propriétaire et le gestionnaire à une « large gamme d’acteurs afin de profiter de connaissances et d’expériences aussi étendues que possible », afin de « garantir que des intérêts divers soient représentés lorsque se prend une décision subjective »

Il peut arriver qu'au vu des critères de HVC, « toute la forêt possède un fort potentiel de hautes valeurs pour la conservation ou alors que seule une partie ne soit considérée. Dans ce cas, il s’agit là de la partie qu’il faut gérer pour protéger ces valeurs », par exemple dans le cas où une monoculture de type palmier à huile serait envisagée.

## Catégories de ZHVC
A titre d'exemple, au Canada, le cadre national du FCS a défini 6 catégories :
Pour le Canada, les catégories nationales de hautes valeurs pour la conservation sont au nombre de six. Elles sont principalement définies par les critères suivants 
1. HVC de catégorie 1 : « Des concentrations des valeurs de la biodiversité au niveau mondial, régional et international » 
« ceci inclut: les aires protégées ; les espèces rares ou menacées; les espèces endémiques; les concentrations saisonnières des espèces »
2. HVC de catégorie 2 : « Les forêts de grandes dimensions, à l’échelle du paysage, très importantes au niveau régional ou national (...) qui  abritent une unité d'aménagement ou qui en font partie, et à l'intérieur desquelles vivent en abondance des populations viables de plusieurs, voire de toutes les espèces naturelles et ce, selon un modèle de distribution naturelle ».
3. HVC de catégorie 3 : « Les zones forestières contenues dans ou contenant des écosystèmes rares, menacés ou en voie de disparition ».
4. HVC de catégorie 4 : « Les zones forestières qui offrent des services naturels dans des situations critiques (ceci comprend la protection des chutes d’eau, la protection contre l’érosion et les feux dévastateurs) », dont par exemple les forêts de protection des bassins hydrographiques, qui participant au contrôle de l'érosion ou à la protection de captages d'eau potable[6]...
5. HVC de catégorie 5 : « Zones forestières essentielles à la satisfaction des besoins élémentaires des communautés locales ».
6. HVC de catégorie 6 : « Zones forestières déterminantes pour l’identité culturelle et traditionnelle des communautés locales ».

Les espèces en limite de leur aire de distribution doivent faire l'objet d'un intérêt particulier, car dans le contexte du dérèglement climatique, elles peuvent être plus vulnérables que d'autres ; on cherche alors à ne pas diminuer leur aire de répartition (Rapport G. Boisseau, p. 55). De même pour limiter le dérangement et les effets de fragmentation forestière par les voies et chemins forestiers, le droit national quand cela est possible peut être mobilisé (ceci est possible au Canada, mais via une législation qui reste complexe).
Ces zones sont cartographiées et le projet de zonage à haute valeur de conservation est soumise à consultation.